# Peyritschia pringlei
Peyritschia pringlei är en gräsart som först beskrevs av Frank Lamson Scribner, och fick sitt nu gällande namn av Stephen D. Koch. Peyritschia pringlei ingår i släktet Peyritschia och familjen gräs. Inga underarter finns listade i Catalogue of Life.